# Estadio Latinoamericano
El Estadio Latinoamericano es una infraestructura de béisbol conocido popularmente en Cuba como “El Coloso del Cerro”, o sencillamente "El Latino", que se encuentra ubicado en este municipio de la ciudad de La Habana, Cuba y sede del equipo Industriales. Es el estadio de béisbol más grande del país fue abierto al público en 1946.

## Historia
Inicialmente se la denominó Gran Stadium de La Habana o Estadio del Cerro, hasta 1961, cuando deja de existir la pelota profesional cubana, y se le atribuye el nombre de Estadio Latinoamericano. Su construcción se desarrolló en el año 1946 y el 26 de octubre ante una multitudinaria aglomeración de cubanos, 31 000 aficionados, fue inaugurado. Con su inauguración desplaza al Pedro Marrero, que por aquellos tiempos se llamaba “La Tropical”, anteriormente el mejor estadio de La Habana.
Fue, por decirlo de alguna forma, la casa del béisbol rentado de la Isla. Su primer juego fue un enfrentamiento entre el capitalino equipo de Alacranes del Almendares y el sureño Elefantes de Cienfuegos. Según fuentes de la época era la primera vez que en Cuba, para un espectáculo deportivo, se reunían tantas personas. Tras la ausencia del béisbol profesional en Cuba, y el surgimiento de las Series Nacionales, se ha convertido en la casa del equipo Industriales, el más polémico de la pelota cubana.
Fue remozado y ampliado en el año 1971, con una extensión significativa de sus graderías de sol. Actualmente tiene capacidad para 55 000 espectadores, y sus dimensiones son de 325 pies por los jardines izquierdo y derecho y 400 por el central, respaldado este último por una cerca de unos 4 m de altura.
En el año 1999 le fueron instalados colchones en todas sus cercas, como parte de los preparativos para recibir el histórico juego entre los Orioles de Baltimore y la selección nacional cubana, uno de los momentos memorables de su ya larga historia. Era la primera vez en 40 años que un equipo de Grandes Ligas se exhibía ante el público cubano.
En sus ya casi 60 años sus instalaciones se han utilizado como escenario de diversos espectáculos, rodeos, bailables populares, exhibiciones de boxeo, entre las que resalta la pelea del estelar púgil estadounidense y campeón mundial, Joe Louis, contra el cubano Omelio Agramante.
Siempre que se hable de este estadio, no se puede dejar de mencionar al fallecido Armandito el Tintorero, su más fiel anfitrión, surgido de la mejor fanaticada beisbolera del país y figura emblemática que llegó para quedarse en los corazones de los cubanos. Si bien los espectáculos deportivos que se presenciaban eran formidables, más formidables eran los de Armandito en las gradas animando tanto a deportistas como al público existente. Furibundo industrialista, se convirtió en parte indisoluble del estadio, del equipo Industriales, y símbolo de la afición deportiva. Tras la muerte del mítico aficionado en el año 2004, fue erigida una original estatua del artista cubano Jose Villa Soberón, en la misma silla donde por tantos años se sentó, que perpetúa su memoria en nombre del pueblo y el movimiento deportivo cubanos. Visitar este original monumento es una obligación de todo el que acude por primera vez al estadio.
El Coloso del Cerro también guarda lugar para la historia de las luchas cubanas, en sus instalaciones se protagonizó en el año 1956 una manifestación estudiantil encabezada por José Antonio Echeverría, en contra del Gobierno de Fulgencio Batista. En innumerables ocasiones ha acogido eventos de béisbol, internacionales y nacionales, de cualquier magnitud, excepto olímpicos.
Una de las ocasiones más recordadas de su historia reciente es el espectacular jonrón de Agustín Marquetti que decidió sensacionalmente la serie del año 1986. En el inning 12 del juego decisivo, frente al equipo de Vegueros, lanzando Rogelio García, uno de los grandes del béisbol cubano, y ante el abarrotado Latinoamericano, el ídolo azul despachó la bola hasta la segunda sección de gradas del jardín derecho. Las imágenes de los aficionados lanzándose al terreno, forman ya parte de la historia del béisbol cubano.
Un dato interesante, y que siempre genera polémica, es sobre quién es el autor del jonrón más largo conectado en este estadio. Fuentes extraoficiales aseguran que nadie ha logrado llevar la bola más allá de las graderías de sol.
El Coloso del Cerro forma parte indisoluble de la cultura cubana, íntimamente relacionado con la historia de la capital y su equipo Industriales, en sus instalaciones se han arraigado los mejores valores del cubanismo.

## Galería de imágenes

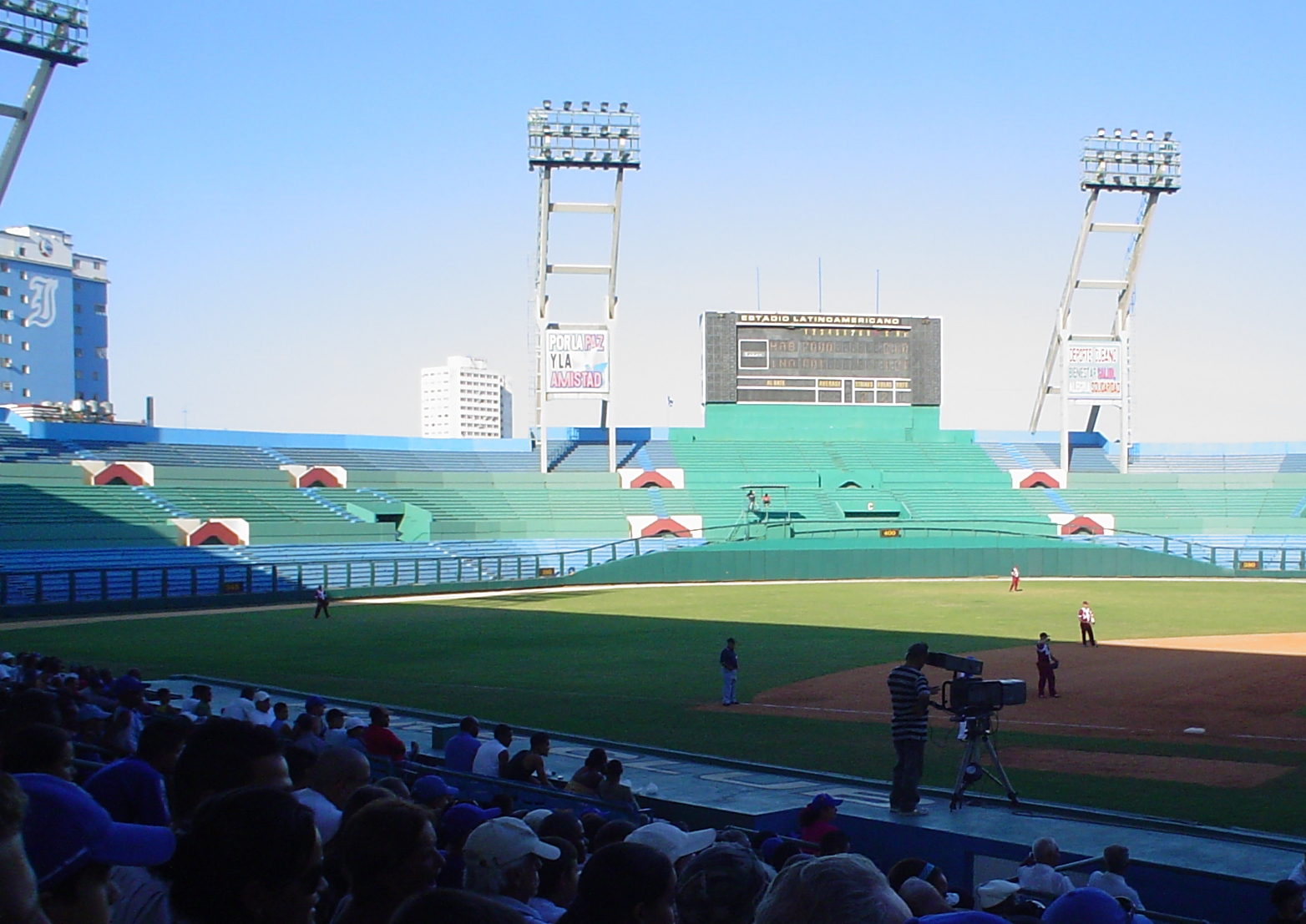
Estadio Latinoamericano durante un juego diurno.
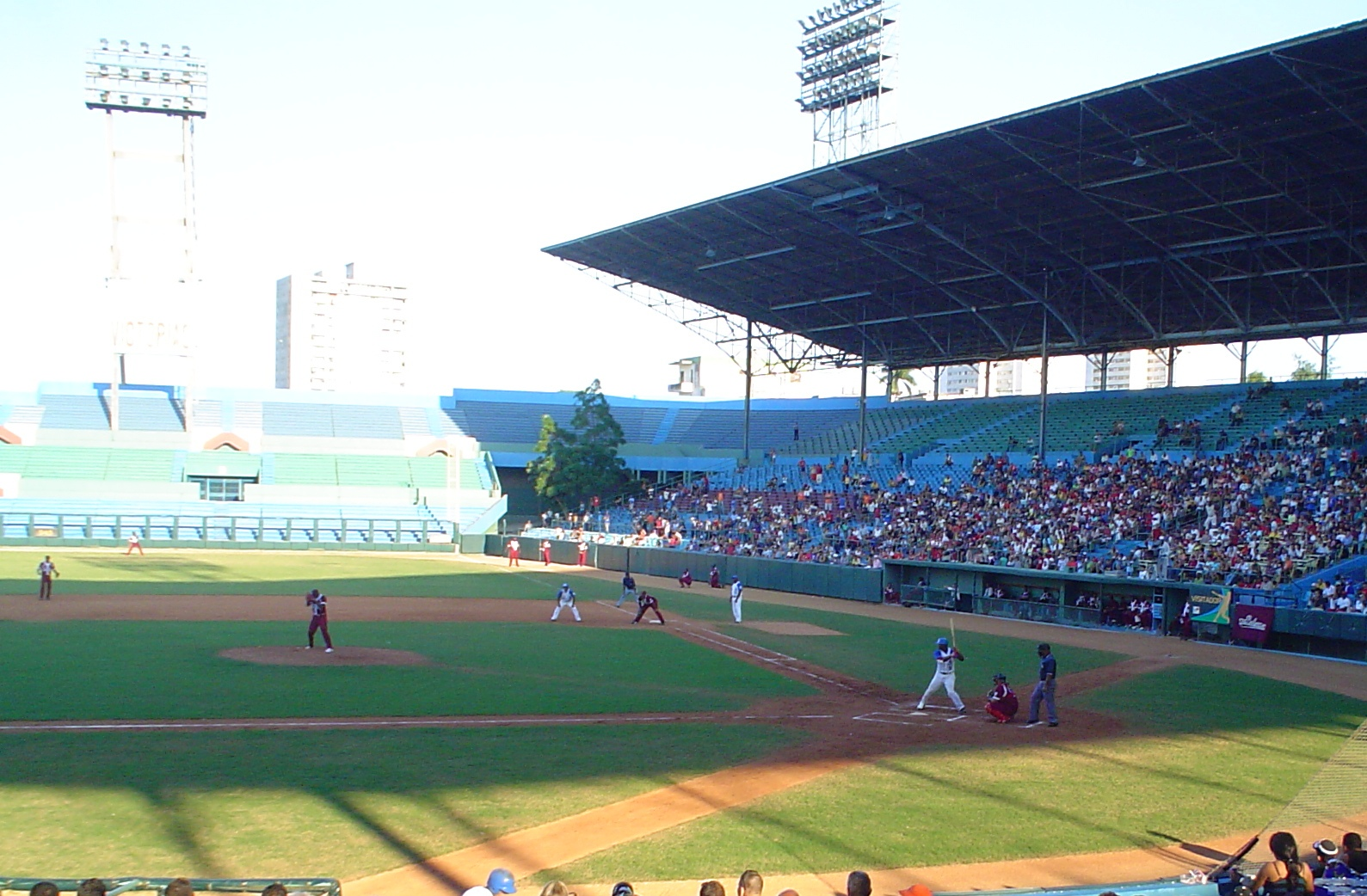
Estadio Latinoamericano durante un juego diurno entre el equipo Industriales y el desaparecido equipo de La Habana.